# Per tutta la vita (film 1917)
Per tutta la vita è un film del 1917 diretto da Gennaro Righelli.